# 100 Greatest Britons

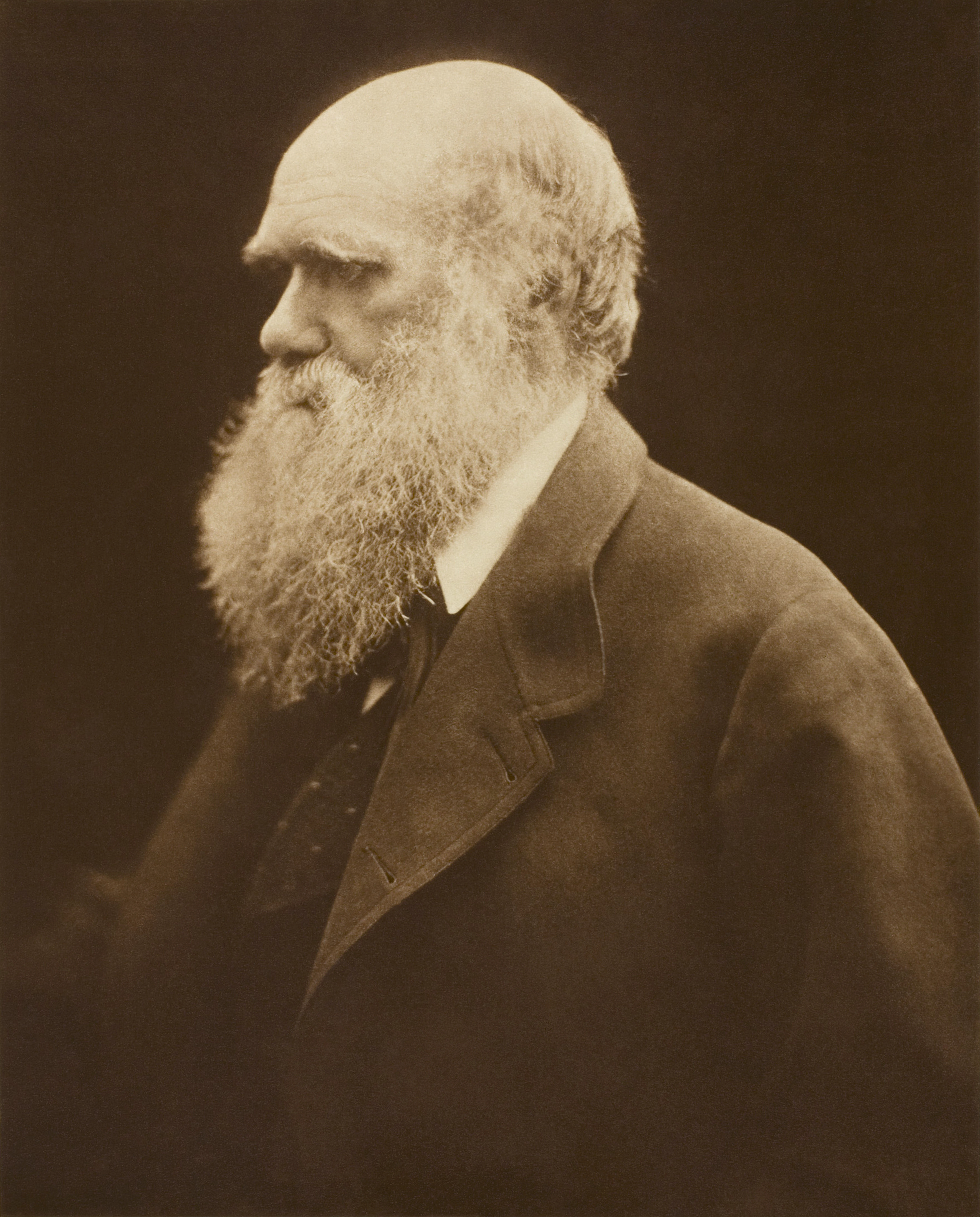
Charles Darwin.

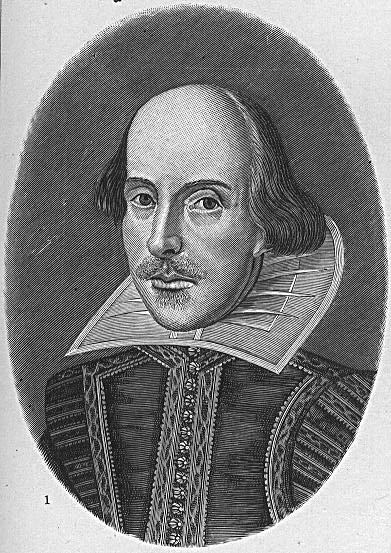
William Shakespeare.

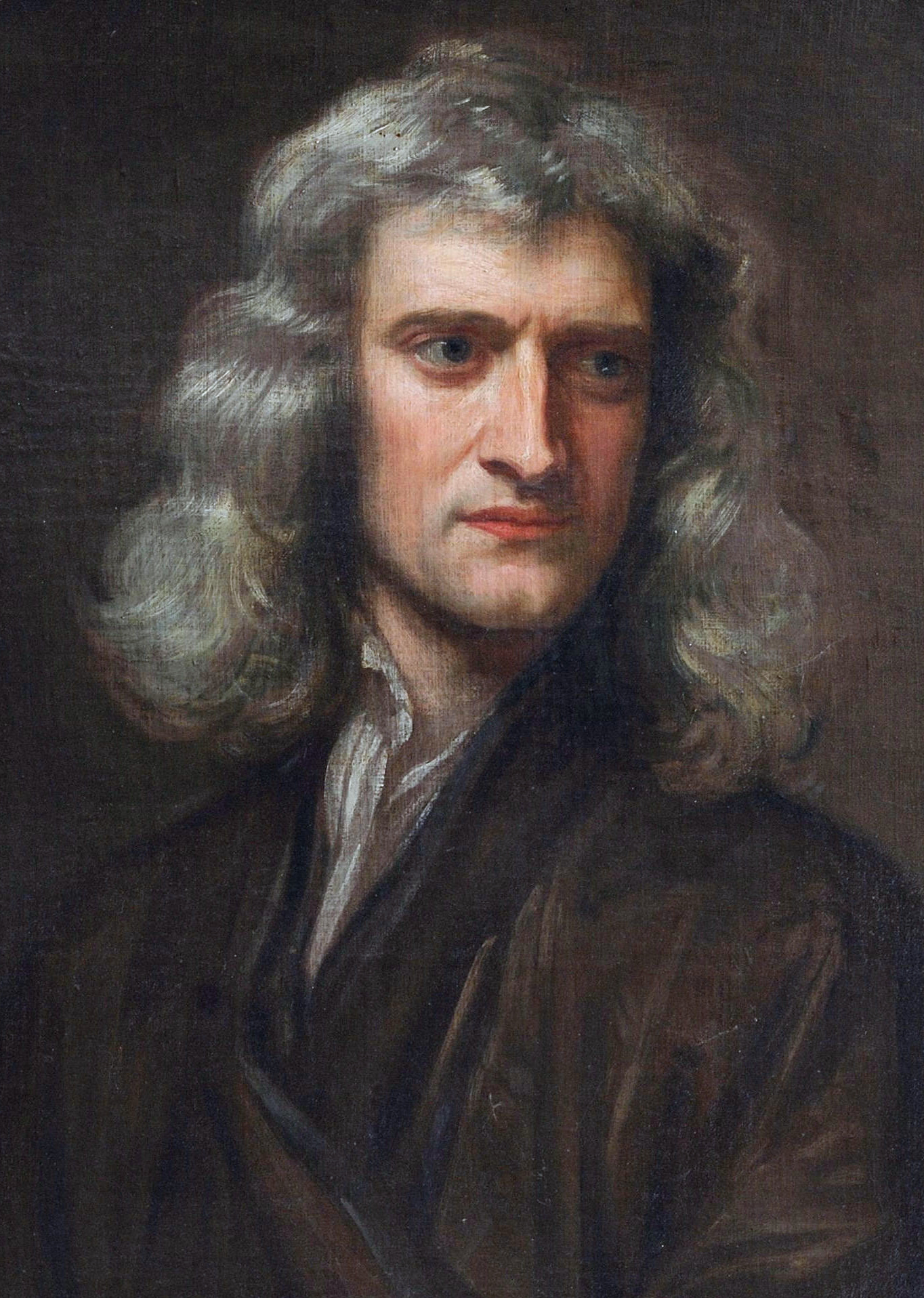
Isaac Newton.

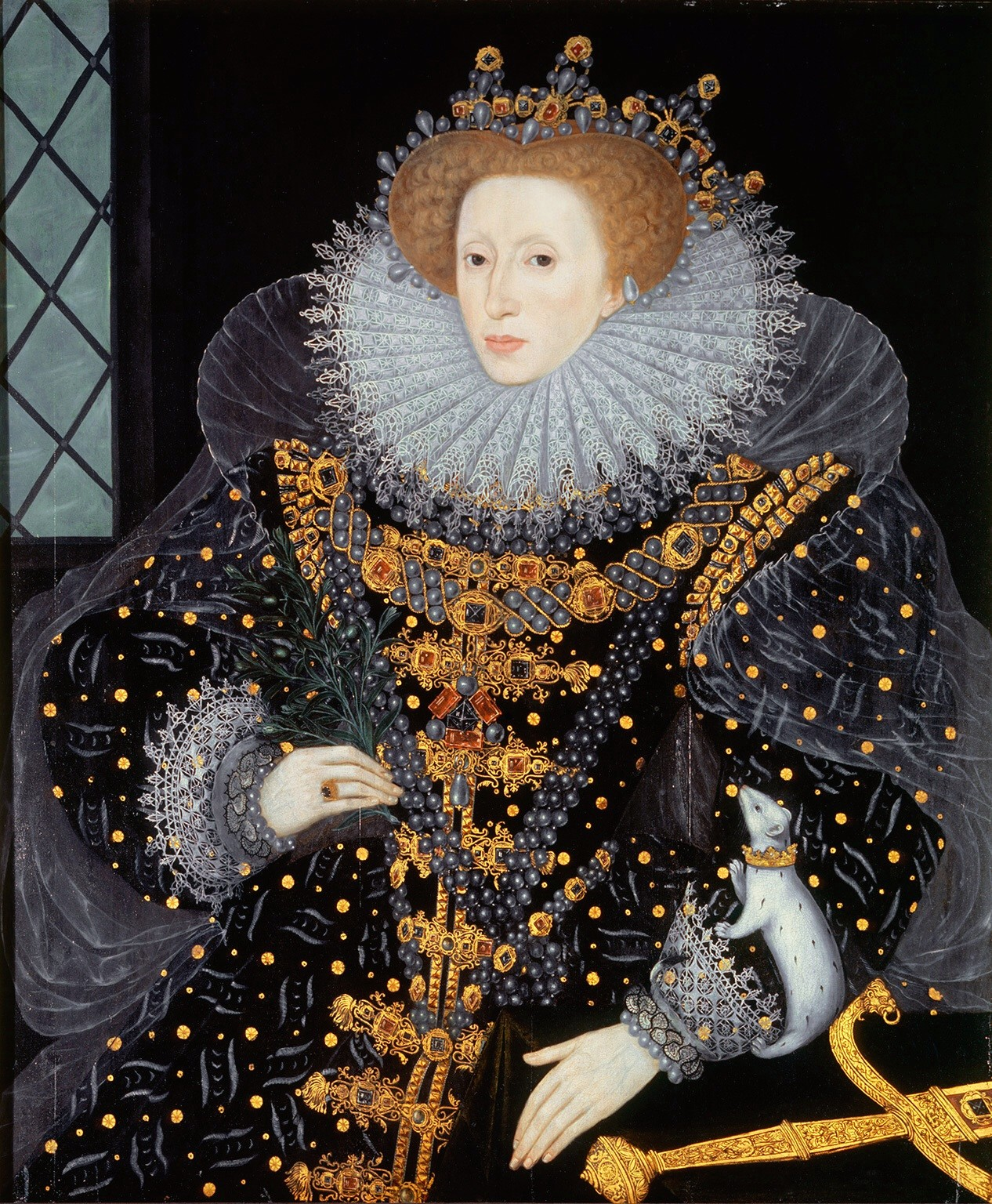
Elisabet I.

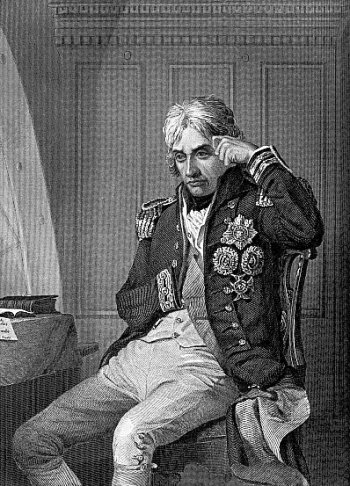
Horatio Nelson.

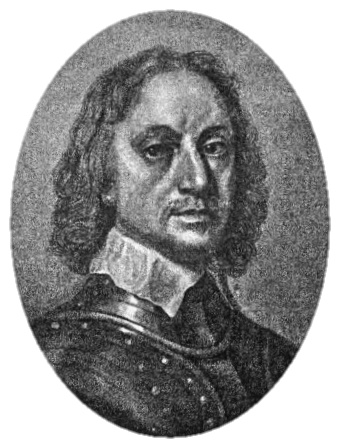
Oliver Cromwell.

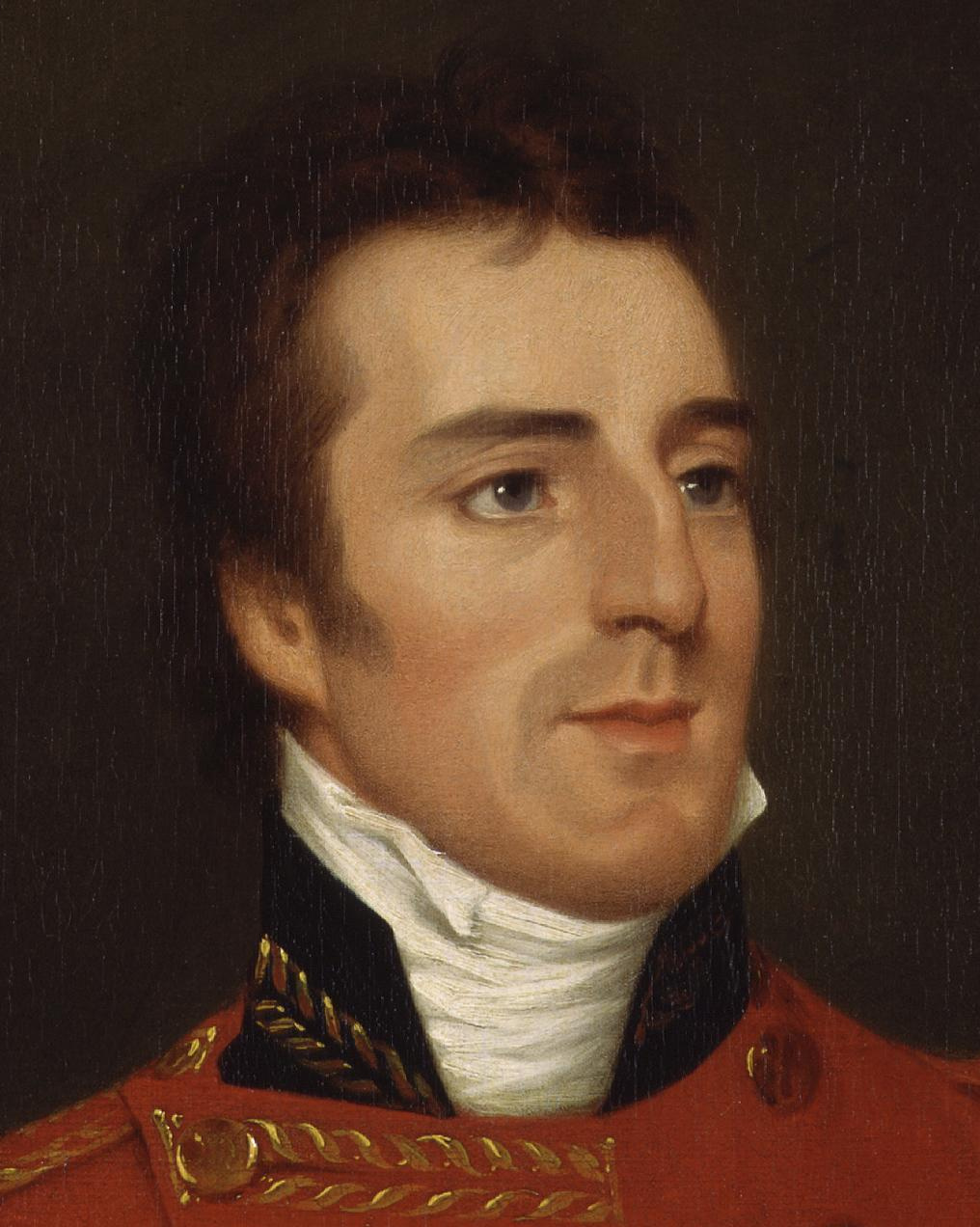
1st Duke of Wellington.

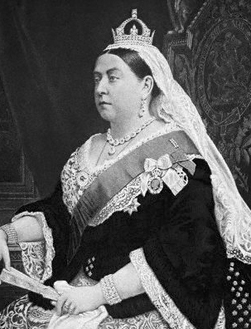
Viktoria I.

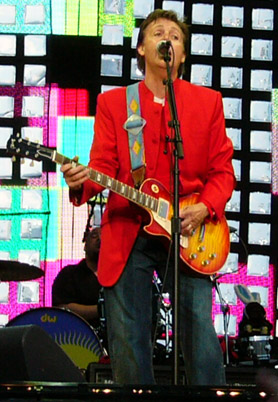
Paul McCartney.

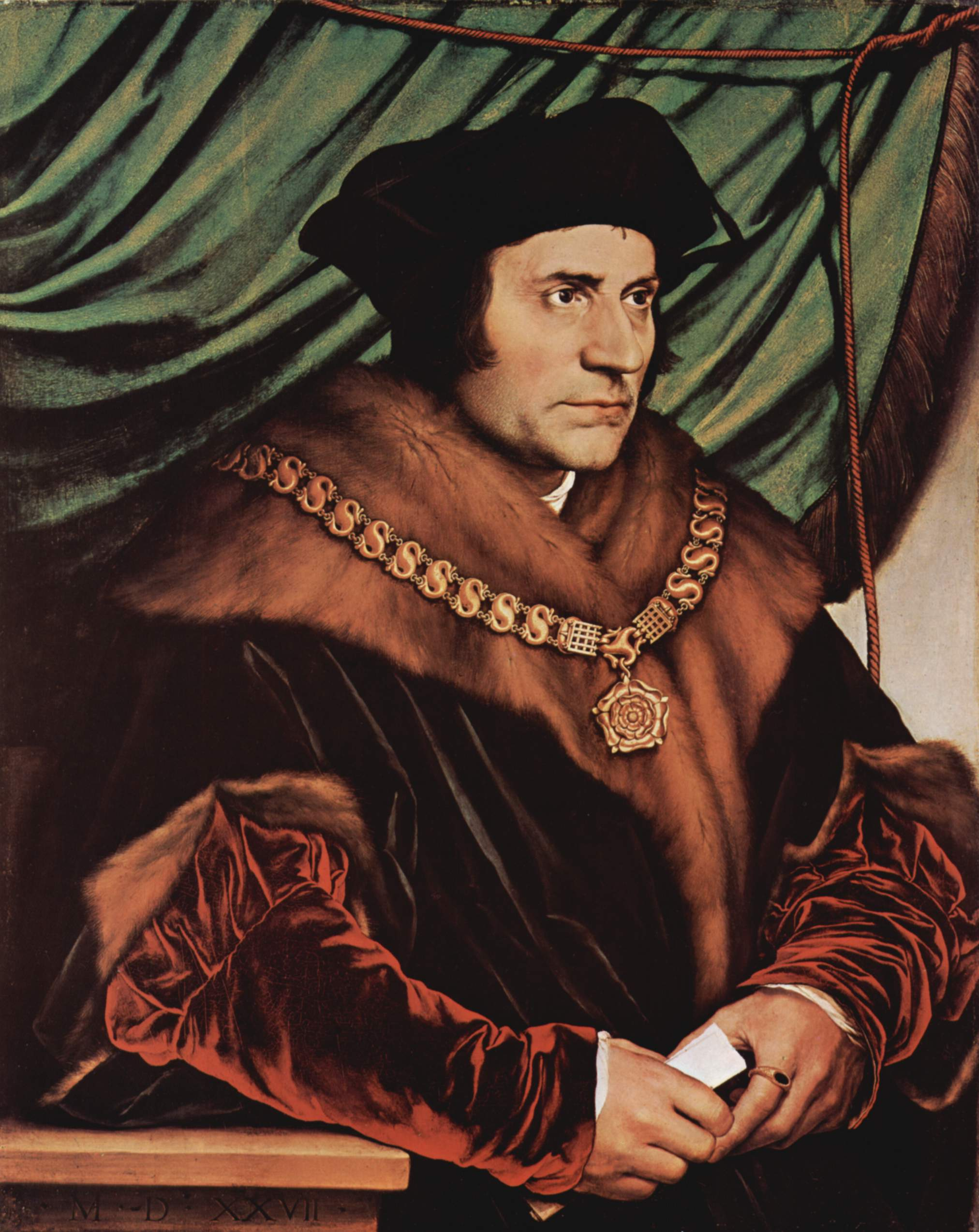
Thomas More.

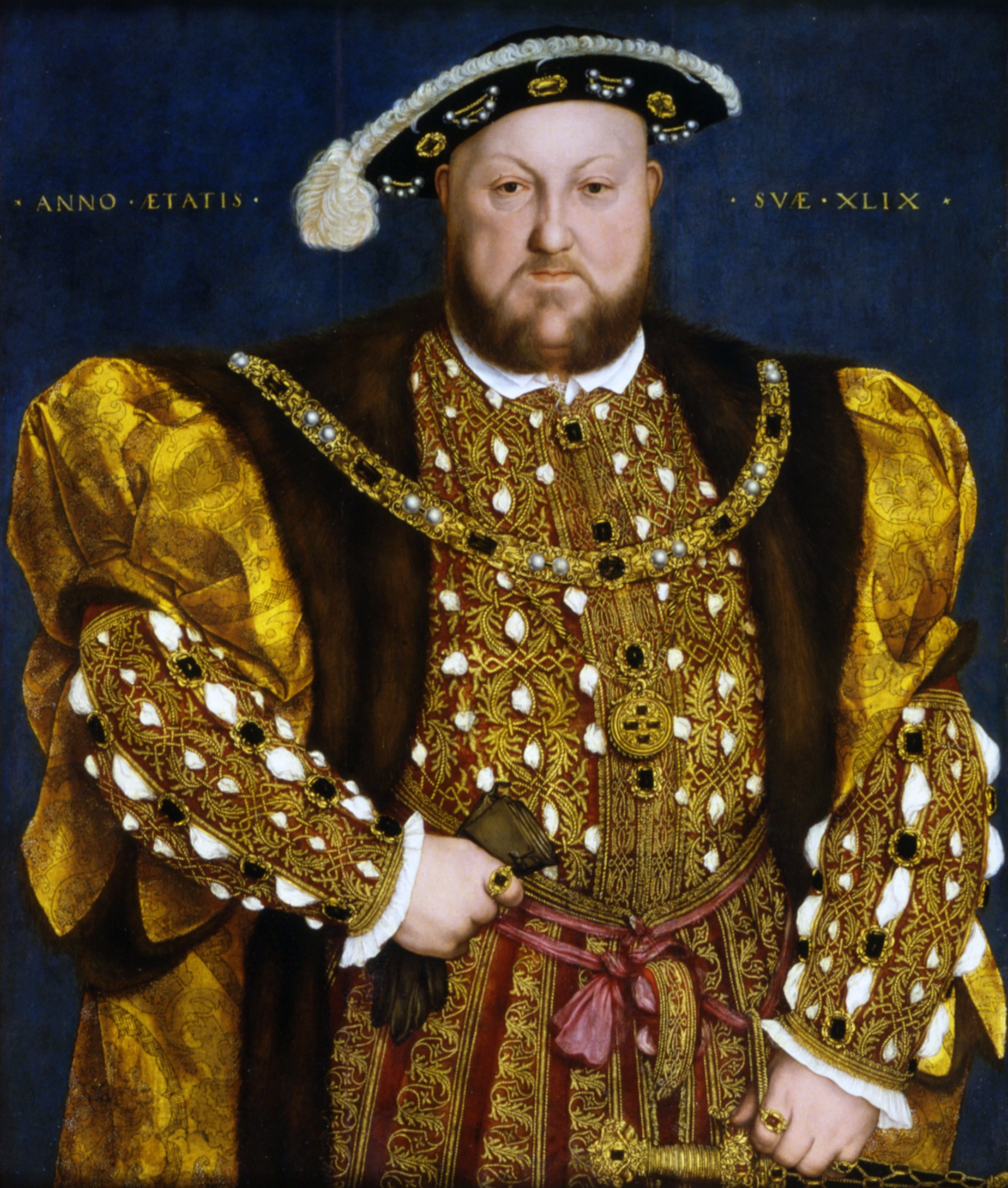
Henrik VIII.

100 Greatest Britons är ett format och en tv-serie som sändes av BBC 2002. Programmet anordnade en omröstning där de ett hundra största britterna genom tiderna utsågs. De tio främsta fick sedan var och en ett entimmas tv-program där en brittisk tv-personlighet fick fria händer att beskriva och plädera för sin kandidats sak. Serien avslutades med en tv-sänd debatt. Formatet har därefter gått vidare och ett tjugotal olika nationella produktioner genomförts och sänts i olika länder, exempelvis i USA, Frankrike och Finland.
Urvalet skall inte ses som en objektiv rangordning av de största britterna utan just som resultatet av en omröstning utifrån det urval som låg till grund för programserien. Listan definierar sig för övrigt som ett urval av etthundra största britonerna, vilket innebär innevånare och personer som härstammar från de brittiska öarna, samt är undersåtar till kronan. De nitton första namnen är engelsmän och den förste skotten finns på tjugonde plats, därutöver finns det även irländare, walesare och britter från andra delar av imperiet. Två av namnen på listan kan dock noteras; Bob Geldof och Bono vilka bägge är födda i Irland sedan landet blev självständigt 1949 och därigenom endast är irländska medborgare, det vill säga utan möjlighet att kunna ansöka om att få status som brittiska undersåtar återställd.

## Listan
1. Sir Winston Churchill (1874–1965), politiker, premiärminister under andra världskriget.
2. Isambard Kingdom Brunel (1806–1859), ingenjör, engelsk grundare av  Great Western Railway och andra betydande verk.
3. Diana, prinsessa av Wales (1961–1997), Charles, prins av Wales första maka, mor till William och Harry av Wales.
4. Charles Darwin (1809–1882), engelsk zoolog, geolog, teolog och forskare, gav ut utvecklingsläran.
5. William Shakespeare (1564–1616), engelsk diktare och dramatiker.
6. Sir Isaac Newton (1643–1727), engelsk fysiker.
7. Drottning Elisabet I av England (1533–1603), monark. (Regerade 1558–1603)
8. John Lennon (1940–1980), engelsk musiker, Beatlesmedlem.
9. Viceamiral Lord Nelson (1758–1805), engelsk sjömilitär och nationalhjälte.
10. Oliver Cromwell (1599–1658), engelsk lordprotektor.
11. Sir Ernest Shackleton (1874–1922), polarforskare.
12. James Cook (1728–1779), engelsk upptäcktsresande.
13. Robert Baden-Powell (1857–1941), engelsk grundare av scoutrörelsen.
14. Alfred den store (849?–899), anglo-saxisk kung av Wessex.
15. Arthur Wellesley (1769–1852), militär.
16. Margaret Thatcher (1925–2013), politiker. (Premiärminister 1979–1990)
17. Michael Crawford (1942), engelsk skådespelare.
18. Drottning Viktoria (1819–1901), monark. (Regerade 1837–1901)
19. Sir Paul McCartney (1942), musiker, Beatlesmedlem.
20. Sir Alexander Fleming (1881–1955), skotsk upptäckare av penicillinet.
21. Alan Turing (1912–1954), engelsk datorpionjär.
22. Michael Faraday (1791–1867), engelsk forskare.
23. Owain Glyndwr (1359–1416), prins av Wales.
24. Drottning Elizabeth II (1926-2022), regerande monark(1952–2022).
25. Professor Stephen Hawking (1942–2018), engelsk fysiker.
26. William Tyndale (1494–1536), engelsk översättare av Bibeln till engelska.
27. Emmeline Pankhurst (1858–1928), engelsk suffragett.
28. William Wilberforce (1759–1833), politiker och humanist.
29. David Bowie (1947–2016), engelsk musiker.
30. Guy Fawkes (1570–1606), engelsk revolutionär.
31. Leonard Cheshire (1917–1992), engelsk pilot och organisatör av välgörenhet.
32. Eric Morecambe (1926–1984), engelsk komiker.
33. David Beckham (1975), engelsk fotbollsspelare.
34. Thomas Paine (1737–1809), engelsk politisk filosof.
35. Boudica (död c.60), icenernas drottning, monark, ledare för det keltiska motståndet mot Romarriket.
36. Sir Steve Redgrave (1962), olympisk roddare.
37. Sir Thomas More (1478–1535), engelsk advokat och politiker.
38. William Blake (1757–1827), engelsk författare och tryckare.
39. John Harrison (1693–1776), engelsk klockkonstruktör.
40. Kung Henrik VIII av England (1491–1547), monark. (Regerade 1509–1547)
41. Charles Dickens (1812–1870), engelsk författare.
42. Sir Frank Whittle (1907–1996), jetmotoruppfinnare.
43. John Peel (1939–2004), engelsk radioman.
44. John Logie Baird (1888–1946), skotsk televisionspionjär.
45. Aneurin Bevan (1897–1960), walesisk politiker.
46. Boy George (1961), engelsk musiker.
47. Sir Douglas Bader (1910–1982), pilot och välgörenhetsorganisatör.
48. Sir William Wallace (c.1270–1305), skotsk frihetskämpe och nationalhjälte.
49. Sir Francis Drake (c.1540–1596), engelsk sjömilitär och kapare.
50. John Wesley (1703–1791), metodistledare.
51. Kung Artur, halvmytisk keltisk monark.
52. Florence Nightingale (1820–1910), engelsk sjuksköterska och välgörenhetsarbeterska.
53. T. E. Lawrence (Lawrence av Arabien) (1888–1935), officer, författare och arkeolog.
54. Sir Robert Falcon Scott (1868–1912), polarupptäcktsresande.
55. Enoch Powell (1912–1998), politiker.
56. Sir Cliff Richard (1940), engelsk musiker.
57. Alexander Graham Bell (1847–1922), skotsk telefonpionjär.
58. Freddie Mercury (1946–1991), musiker.
59. Dame Julie Andrews (1935), engelsk skådespelerska och sångerska.
60. Sir Edward Elgar (1857–1934), engelsk tonsättare.
61. Elizabeth Bowes-Lyon (1900–2002), drottning och drottningmoder.
62. George Harrison (1943–2001), musiker Beatlesmusiker.
63. Sir David Attenborough (1926), zoolog, författare och programledare i TV.
64. James Connolly (1868–1916), irländsk revolutionär.
65. George Stephenson (1781–1848), järnvägspionjär.
66. Sir Charlie Chaplin (1889–1977), komiker.
67. Tony Blair (1953), politiker. (Premiärminister 1997–2007)
68. William Caxton (c.1415~1422–c.1492), Englands första boktryckare.
69. Bobby Moore (1941–1993), fotbollsspelare.
70. Jane Austen (1775–1817), författare.
71. William Booth (1829–1912), Frälsningsarméns grundare.
72. Kung Henrik V av England (1387–1422), monark. (Regerade 1413–1422)
73. Aleister Crowley (1875–1947), mystiker.
74. Kung Robert I av Skottland (1274–1329), monark och frihetskämpe. (Regerade 1306–1329)
75. Bob Geldof (1951), irländsk musiker.
76. Den okände soldaten, soldat som stupade under Första världskriget.
77. Robbie Williams (1974), musiker och tidigare medlem i Take That.
78. Edward Jenner (1849–1923), vaccinationspionjär.
79. David Lloyd George, 1st Earl Lloyd George (1863–1945), politiker. (Premiärminister 1916–1922)
80. Charles Babbage (1791–1871), matematiker och datorpionjär.
81. Geoffrey Chaucer (c.1343–1400), engelsk författare.
82. Kung Rikard III av England (1452–1485), monark. (Regerade 1483–1485)
83. J.K. Rowling (1965), författare.
84. James Watt (1736–1819), ångmaskinens utvecklare.
85. Sir Richard Branson (1950), affärsman och äventyrare.
86. Bono (1960), irländsk musiker.
87. John Lydon (Johnny Rotten) (1956), musiker.
88. Bernard Law Montgomery, 1:e Viscount Montgomery av Alamein (1887–1976), befälhavare.
89. Donald Campbell (1921–1967), motorbåtsförare.
90. Kung Henrik II av England (1133–1189), monark. (Regerade 1154–1189)
91. James Clerk Maxwell (1831–1879, fysiker)
92. J.R.R. Tolkien (1892–1973), författare och språkvetenskapsprofessor.
93. Sir Walter Raleigh (1552–1618), engelsk sjömilitär, hovman, författare, upptäckare och spion.
94. Kung Edvard I av England (1239–1307), monark. (Regerade 1272–1307)
95. Sir Barnes Wallis (1887–1979), flygteknikpionjär.
96. Richard Burton (1925–1984), walesisk skådespelare.
97. Tony Benn (1925–2014), politiker.
98. David Livingstone (1813–1873), missionär och upptäcktsresande.
99. Sir Tim Berners-Lee (1955), internetpionjär.
100. Marie Stopes (1880–1958), preventivmedelsförespråkare.